# Annika Hirvonen
Hanna Annika Hirvonen, tidigare Hirvonen Falk, född 2 juni 1989 i Sundbybergs församling, Stockholms län, är en svensk politiker (miljöpartist), som var ordinarie riksdagsledamot 2014–2018 och är det ånyo sedan 2019 (däremellan även tjänstgörande ersättare i riksdagen 2018–2019), invald för Stockholms läns valkrets. Sedan november 2019 är hon en av partiets två gruppledare i riksdagen.

## Biografi
Hirvonen föddes i Sundbyberg och är dotter till egenföretagaren Ari Hirvonen och IT-pedagogen Anette Äkäslompolo. Hennes morföräldrar flyttade på 1950-talet från Finland till Sverige. Annika Hirvonen tillbringade somrarna i Finland och hennes far, som föddes i Norra Savolax, talade finska med henne. Hon har sagt att hon försöker utveckla sina egna barns tvåspråkighet och menar att det inte finns tillräckligt med behöriga modersmålslärare i Sverige.

### Utbildning
Hirvonen genomgick gymnasieutbildning vid internationella Engelska Gymnasiet i Stockholm, 2005–2006 och 2007–2008 samt vid Svenska skolan i Paris 2006–2007. Hon gick kurser i hållbar samhällsutveckling och historia vid Stockholms universitet 2012–2014, samt har studerat vid juristprogrammet på Stockholms universitet 2010–2014 samt 2019.
Hirvonen har varit ledamot i kommunfullmäktige och kommunstyrelsen samt 2011–2014 ordförande i kultur- och fritidsnämnden i Sundbyberg. Hon var också ordförande för Miljöpartiet de gröna i Sundbyberg 2010-2013. 

### Riksdagsledamot
I juni 2014 blev hon riksdagsledamot för Stockholms län sedan Peter Eriksson kommit in i Europaparlamentet och i valet 2014 valdes hon om. I juni 2019 blev hon åter ordinarie riksdagsledamot sedan Alice Bah Kuhnke blivit Europaparlamentariker.
I riksdagen var hon vice ordförande i justitieutskottet 2014–2015 och 2016–2018. Hon är ledamot i utbildningsutskottet (2018–2019, 2019–), riksdagsstyrelsen (2020–), krigsdelegationen (2021–) och utrikesnämnden (2021–) samt var ledamot i justitieutskottet 2015–2016. Hon var ersättare i riksdagsstyrelsen 2019–2020 och är eller har varit suppleant i arbetsmarknadsutskottet, civilutskottet, EU-nämnden, finansutskottet, försvarsutskottet, justitieutskottet, konstitutionsutskottet, kulturutskottet, miljö- och jordbruksutskottet, näringsutskottet, skatteutskottet, socialförsäkringsutskottet, socialutskottet, trafikutskottet och utrikesutskottet.
Enligt data som SVT sammanställde i januari 2024 var Hirvonen den riksdagsledamot som hade spenderat mest tid i talarstolen sedan riksdagsvalet 2022. Hon hade talat i drygt 7 timmar, vilket var 1,5 timme mer än Sofia Amloh (Socialdemokraterna), som var tvåa på listan.

### Politik
Den 13 september 2020 meddelade Hirvonen att hon kandiderar i Miljöpartiets språkrörsval 2021 för att efterträda Isabella Lövin som språkrör för partiet. I valet den 31 januari 2021 fick Hirvonen minst antal röster av de fyra kvarvarande kandidaterna (9,4 procent av rösterna). Det nya språkröret blev istället Märta Stenevi.
Under 2020 vikarierade Hirvonen som migrationspolitisk talesperson för partiet för Rasmus Ling under hans föräldraledighet. 
Den 28 februari 2024 gick Hirvonen återigen ut med att hon kandiderar i Miljöpartiets språkrörsval 2024, denna gång för att efterträda Märta Stenevi.

### Andra uppdrag
- Suppleant, styrelsen för Kulturfonden för Sverige och Finland (2017–2023)[14]
- Ledamot, Stiftelsen Finlands kulturinstitut i Sverige (2013–2015)[4]
- Språkrör, Grön Ungdom i Stockholmsregionen (2008–2012)[4]